# パロマ湯沸器死亡事故

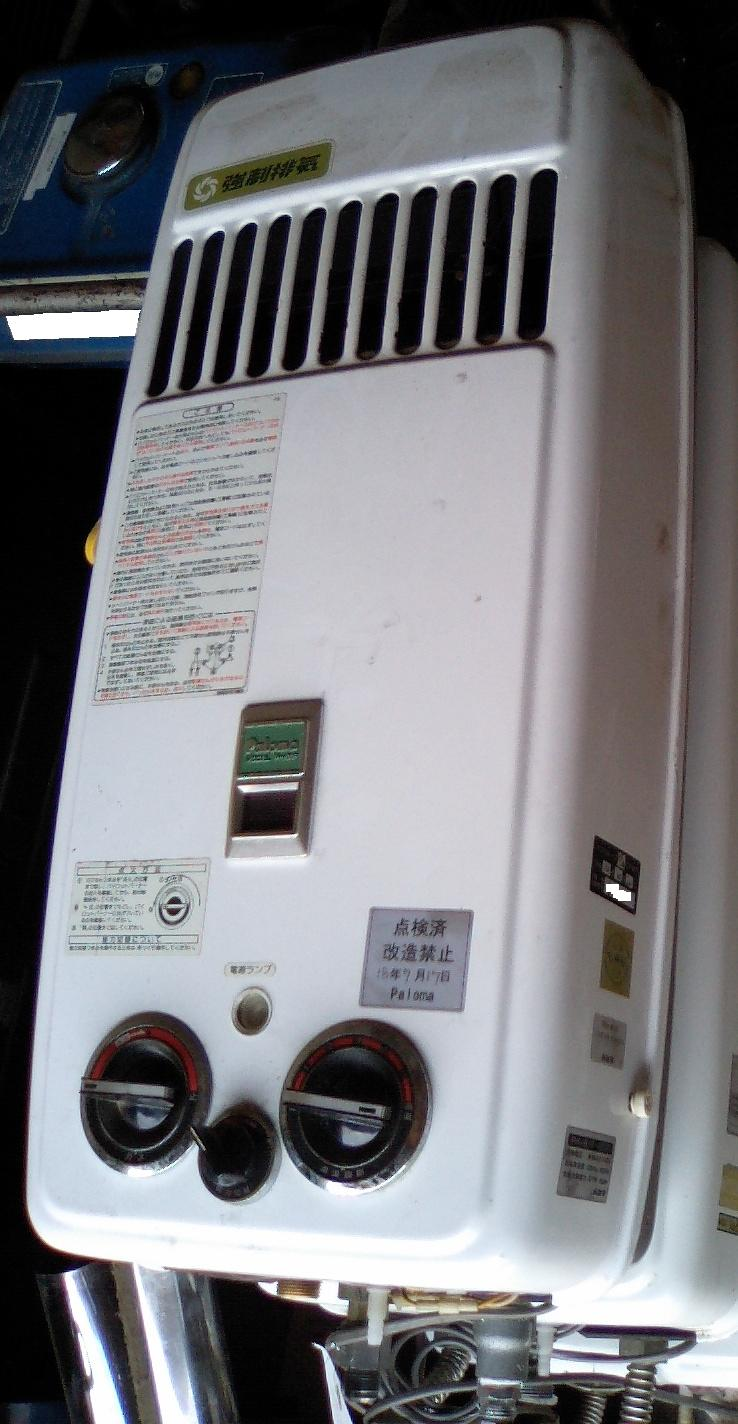
問題となったパロマ工業（当時）製FE式瞬間湯沸器の一機種、PH-161F

パロマ湯沸器死亡事故（パロマゆわかしきしぼうじこ）は、パロマ工業（現・パロマ）が製造した屋内設置型の強制排気式（Forced Exhaust、以下「FE式」）ガス瞬間湯沸器の動作不良を原因とする、一酸化炭素中毒による一連の死亡事故である。

## 概要
パロマ工業（当時は製造子会社）が1980年4月から1989年7月にかけて製造した、屋内設置型のFE式ガス瞬間湯沸器で、排気ファンの動作不良を原因とする一酸化炭素中毒事故が、1985年1月より20年間にわたり日本国内で28件発生、2007年10月13日時点で死亡者21人・重軽症者19人が発生した。これらの事故に至った直接の原因は修理業者による不正改造によるもので、製品自体に欠陥はなかったが、長年にわたり事故の存在を把握しながら消費者への周知を怠り、度重なる事故の撲滅を図れなかったパロマの対応が厳しく問われることとなった。またこの事故を教訓に消費生活用製品安全法が改正され、重大な製品事故が発生したことを知った製造者は、報告義務を負うこととなった。

### 会社の対応
発売元のパロマ（当時は販売担当の親会社）は一連の事故について、当初は事故をごく一部しか把握していないとしていたが、実際には全ての事故は発生直後より本社担当部門が把握し、遅くとも1992年には当時の社長であり、後に会長となった小林敏宏（パロマ会長・小林弘明の実父。後にパロマ工業社長も務めた）も報告を受けていた。その後は社内やサービス業者向けに注意を呼び掛ける措置をとったものの、消費者に対する告知は一切なされなかった。またパロマは事故発生のたびに通商産業省へ口頭で事故情報を報告していたが、同省も一連の事故に対して必要な行政処置や消費者への告知を行うことはしなかった。
パロマは問題発覚当初、自社及び同製品に責任はないとする姿勢を見せていたが、直後に系列サービス業者による不正改造や製品自体の安全装置劣化を原因とする事故が27件中13件あることが判明したため、一転してパロマは謝罪に追い込まれ、会長の敏宏は辞任を表明した。この事故の影響でパロマは2006年7月時点で国内生産を3割減産し、また敏宏は「国内販売が（事故前の）3割から4割残れば良い方」として、従業員の人員削減も行った。

### 他社との比較
その結果、パロマは日本で唯一シェアトップだった給湯器部門でも、同じ名古屋市に本社のあるリンナイにトップの座を明け渡すことになった。リンナイ製品の事故と比べ、パロマ製品の場合は構造自体に無理があったことが原因で事故が起きたとする説が有力である
経済産業省は、2006年8月28日付で回収命令（消費生活用製品安全法第82条に基づく緊急命令。現・同法第39条に基づく危害防止命令）を発出した。
それに伴い、この事故に関するリコール告知のお詫びCMが、同年7月24日より全国で放送開始され、翌2007年7月以降も再度お詫びCM（新バージョン）が放送された。しかしながら同時期に自社製品で死亡事故を起こした松下電器産業（現：パナソニック）やTDKは、2020年現在も「回収のお願い」のチラシ投函を行っており、パナソニックは公式YouTubeチャンネルでもお詫びCMを流している。こうした点からも事故に対する対応の細やかさや安全意識に大きな相違点が見られる。
こうした対応の遅れや隠蔽体質は、パロマが創業家の小林家による同族経営企業であることも一因だと事故後に第三者委員会から指摘されている。

## 主な事故
1985年から2005年にかけて、当社製瞬間湯沸器を原因とする一酸化炭素中毒事故が相次いで発生した。以下は死亡事故のみ記載（1995年を除く）。
- 1985年1月 - 北海道札幌市内で2人死亡。
- 1987年1月 - 北海道苫小牧市内で2人死亡。
- 1989年4月 - 北海道北見市内で1人死亡。
- 1990年12月 - 北海道帯広市内で2人死亡。
- 1991年9月 - 長野県軽井沢町内で1人死亡。
- 1992年
  - 1月 - 奈良県王寺町内で2人死亡。
  - 4月 - 北海道札幌市内で2人死亡。
  - 12月 - 福岡県福岡市内で1人死亡。
- 1994年2月 - 秋田県秋田市内で2人死亡。
- 1995年1月 - 北海道恵庭市内で1人重体。この事故は死亡事故ではなかったが、被害者が1997年にパロマ工業を相手取り民事訴訟を起こした際、パロマがこの提訴を受けて1992年以前の修理用部品の受注伝票を破棄していたことが後に判明した[6]。
- 1996年3月 - 東京都港区内で1人死亡。警視庁は死因は病死としていたが両親の訴えにより再捜査し、この事件が一酸化炭素中毒事故の続発が発覚する契機となった（後述）[7]。
- 1997年8月 - 大阪府大阪市内で1人死亡。
- 2001年1月 - 東京都新宿区内で2人死亡。
- 2005年11月 - 東京都港区内で1人死亡。

## 刑事・民事訴訟

### 警視庁による再捜査
2006年2月 - 1996年3月に東京都港区内で発生した一酸化炭素中毒死亡事故に関して、死因が病死とされたことに遺族が納得せず、警視庁に対し再捜査を要望。翌3月には警視庁捜査一課が再捜査を実施し、死因はパロマ製瞬間湯沸器の不具合による疑いが判明した。これを受け、警視庁は同年7月11日、監督官庁である経済産業省に捜査結果を報告した。同年7月14日には経済産業省が、パロマ工業製屋内設置型瞬間湯沸器による一酸化炭素中毒事故について「事故件数17件・死亡者15人」と発表した。
これに対してパロマは記者会見を開き、社長の小林弘明（当時）は、一連の事故原因は器具の延命等を目的に安全装置を解除したサービス業者による不正改造が原因として「製品にはまったく問題ないという認識です」「（不正改造に）非常に憤りを感じる」と述べ、犠牲者に対して「心からお悔やみを申し上げる」としたものの、謝罪は一切しなかった。
パロマは同年7月18日に再び記者会見を行い、経済産業省の調査とは別に10件の事故があったことを明らかにしたため、事故件数27件・死亡者20人に増加した。さらに事故原因の一部が安全装置の劣化であることや、1992年当時の社長であった小林敏宏会長へ一連の事故報告を行っていたことを認めた上で、敏宏は辞任を表明。弘明は「経営者としての認識の甘さや社会的責任に関して、本当に申し訳なく思う。深くおわびしたい」と謝罪を表明した。しかしパロマはその後の記者会見でも「事故の原因は製品の欠陥ではない。不正改造を指導・容認した事実はなく関与した社員もいない」と主張していた。
同年7月31日にパロマが敏宏と弘明の連名で経済産業省に調査報告書を提出したが、内容が不十分として翌月の8月7日に再報告を求められ、パロマ側は「（一連の事故対策が）不十分だったと反省している」と見解を修正した。経済産業省は同年8月26日、消費生活用製品安全法に基づき問題の機種を回収命令を早ければ同年8月28日にも出す方針とした。

### 刑事訴訟
2007年10月12日、2005年11月に東京都港区で発生した死亡事故につき、警視庁はパロマ前社長の敏宏、前管理部長および改造作業に関わったとされる同社代理店の作業員を業務上過失致死傷容疑で書類送検。同年12月1日、東京地方検察庁は同事故について敏宏らを業務上過失致死傷容疑で在宅起訴する方針を表明、10日後の12月11日に敏宏とパロマ生産部長らを業務上過失致死傷容疑で在宅起訴した。2010年1月18日に東京地裁で第一審が結審、敏宏と元品質管理部長は改めて無罪を主張したが、同年5月11日に東京地裁で「生命の危険を伴う製品を提供する企業として、多くの死傷事故を認識しながら修理業者への注意喚起では不十分、製品回収などの抜本対策を怠った」などとして両被告に有罪判決が言い渡された。

### 民事訴訟
また同2007年11月26日には、同事故の遺族がパロマと東京ガスを相手取り損害賠償を求める民事訴訟を東京地方裁判所に提訴。東京地裁は2012年12月21日、パロマと修理業者に対し計約1億2千万円の損害賠償を命じる判決を出した。なお東京ガスに対する損害賠償請求は棄却された。
これに続いて他の事故についても、札幌地方裁判所と大阪地方裁判所で計5件の民事訴訟が提訴されたが、うち3件で和解が成立、1件はパロマに損害賠償が命じられた。帯広市の事故（1990年12月）ではパロマ側が法的責任を否定し謝罪を拒否したため遺族側が反発し、札幌高等裁判所の第二審まで縺れ込む結果となった。
これらの判決に対しパロマ側は控訴せず、2012年には全ての裁判が結審となった。

## 該当製品
いずれも屋内用の瞬間湯沸器。
- PH-81F
- PH-82F
- PH-101F
- PH-102F
- PH-131F
- PH-132F
- PH-161F
- PICM-250 - 東邦ガスブランド
- PA-108FE - 東京ガスブランド
- PA-113FE - 東京ガスブランド
- KPA-608F - 北海道ガスブランド
- KPA-610F - 北海道ガスブランド
- KPA-613F - 北海道ガスブランド